# Caterpillar Challenger

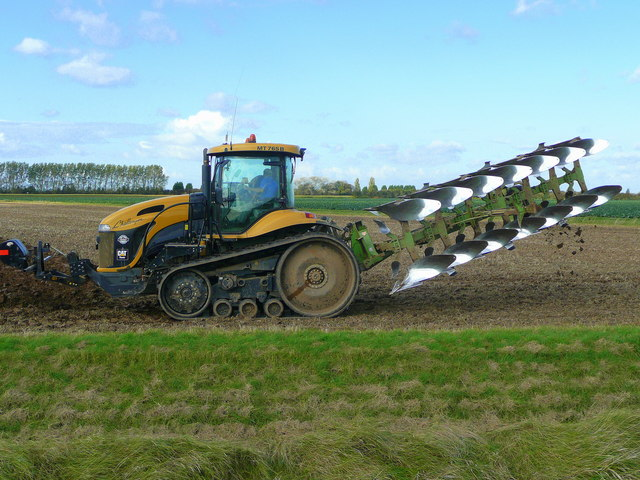
Un trattore della serie Challenger

Il Caterpillar Challenger, lanciato sul mercato nel 1987, fu il primo trattore al mondo ad impiegare cingoli in gomma. 
Il modello Challenger 65 era dotato del sistema Mobile-Trac (MTS) che consisteva in una coppia di cingoli in gomma e di un sistema di sospensioni. I cingoli in gomma combinavano la capacità di trazione tipica dei cingoli in acciaio con la versatilità degli pneumatici in gomma. 
Il Challenger 65 era dotato di un motore da 270 HP ed era usato prevalentemente nei lavori di aratura.
Nel 1995 Caterpillar introdusse le prime macchine "row crop" con i modelli Challenger 35, 45 e 55. Questi trattori avevano una potenza che variava da 175 a 225 HP.
Dal 2008 al 2016 è stato prodotto il modello MT 775 C, il quale monta un motore C9 Acert da 305 HP, ha un peso totale di 15 tonnellate e raggiunge una velocità massima di 40 km/h.
Ad oggi il Caterpillar Challenger MT875B è il modello di trattore in produzione più grosso con una potenza lorda di 570 HP. Il MT875B ha stabilito il record mondiale di erpicatura per la maggior superficie di terreno lavorato nell'arco di 24 ore equipaggiato con un erpice da 46 piedi. Nel corso del record sono stati lavorati 1590 Acri (644 ettari) di terreno. Il consumo fu di 4,42 litri di gasolio per ettaro (1,8 litri per acro).